# Агилар Баркеро, Франсиско
Франсиско Рамон де Хесус Агилар Баркеро (исп. Francisco Ramón de Jesús Aguilar Barquero, 21 мая 1857, Картаго, Коста-Рика — 11 октября 1924, Сан-Хосе) — президент Коста-Рики в 1919—1920 годах.

## Биография
Агилар родился 21 мая 1857 года в Картаго, Коста-Рика. Он был сыном Франсиско Агилара Куберо и Марии Сакраменто Баркеро. 20 сентября 1880 года Агилар женился в Картаго на Наталии Моруа Ортис, дочери Рафаэля Моруа Кироса и Марии Клары Ортис-и-Кампос. От этого брака родились восемь детей: Хорхе Артуро, Мануэль, Сара, Артуро, Хосе Луис, Рубен, Марко Тулио и Хорхе Агилар Моруа.
Агилар начинал карьеру школьным учителем. Позже он изучал право и окончил юридический факультет Университета Св. Фомы в августе 1881 года. Далее Агилар работал судьей, был профессором юридического факультета, заместителем главы магистрата Верховного суда Коста-Рики и президентом Ассоциации адвокатов.
Также Агилар был губернатором Картаго (1888—1889), военно-морским министром (1889), депутатом от Картаго (1890—1892), депутатом от Сан-Хосе (1912—1916) и «третьим заместителем» президента (1914—1917).

### Президент
Агилар был временным президентом Республики с 2 сентября 1919 года по 8 мая 1920 года. Он пришел к власти в очень сложный момент, когда правительство президента Вудро Вильсона отказалось признать президентом Коста-Рики Хуана Батисту Кироса и потребовало от него передать должность Агилару как «третьему заместителю» свергнутого президента Альфредо Гонсалеса Флореса. 2 сентября Кирос созвал заседание правительства и объявил Агилара временным президентом. Согласно Конституции 1871 года, Агилар исполнял обязанности президента до выборов в 1920 году, которые выиграл Хулио Акоста Гарсиа.
Правление Агилара, несмотря на свою краткосрочность, было плодотворным. Агилару пришлось столкнуться с масштабной забастовкой рабочих 1920 года, которую он прекратил мирным путем, и чрезвычайной ситуацией — эпидемией «испанки».
Агилар скончался в Сан-Хосе в 1924 году.